# Bob Coppens
Bob Coppens (Wilrijk, 28 februari 1978) is een Belgisch politicus voor N-VA.

## Levensloop
Coppens studeerde aan het Sint-Victor in Turnhout. Nadien studeerde hij verder voor onderwijzer en behaalde zijn diploma in 2002. Hij ging aan de slag bij basisschool Delta in zijn woonplaats Oud-Turnhout. Vanaf 2009 was hij ook actief als brandweervrijwilliger. In 2013 ging hij voltijds voor de hulpverleningszone Taxandria werken, waar hij sindsdien actief was als preventieconsulent brandveiligheid.
Sinds 2011 ging Coppens achter de schermen meewerken binnen de lokale N-VA-afdeling van Oud-Turnhout. Bij de gemeenteraadsverkiezingen van 2012 werd hij verkozen tot gemeenteraadslid. Zijn partij werd de grootste met 9 zetels. Toch belandde ze in de oppositie, nadat CD&V, sp.a en Groen samen een meerderheid vormden.
Voor de gemeenteraadsverkiezingen van 2018 werd Coppens aangeduid als lijsttrekker. N-VA behaalde 29,5%, goed voor 8 zetels. De grootste uitdager CD&V pluS behaalde ook 8 zetels. Er werd door N-VA een bestuursakkoord gesloten met Groen en het liberale LB18. Deze atypische coalitie heeft een nipte meerderheid van 12 op 23 zetels. Bob Coppens werd verkozen met 924 voorkeursstemmen. Op 1 januari 2019 is hij burgemeester van Oud-Turnhout.
Na de gemeenteraadsverkiezingen van 2024 belandde N-VA in Oud-Turnhout in de oppositie. Coppens werd als burgemeester opgevolgd door Peter Hannes van de lokale partij GOUDT. In april 2025 nam Bob Coppens ontslag als gemeenteraadslid als gevolg van zijn verhuis naar Merksplas.